# Tersilochus curvator
Tersilochus curvator är en stekelart som beskrevs av Horstmann 1981. Tersilochus curvator ingår i släktet Tersilochus och familjen brokparasitsteklar. Arten är reproducerande i Sverige. Inga underarter finns listade i Catalogue of Life.